# Neobisium cerrutii
Neobisium cerrutii är en spindeldjursart som beskrevs av Beier 1955. Neobisium cerrutii ingår i släktet Neobisium och familjen helplåtklokrypare. Inga underarter finns listade i Catalogue of Life.